# 292 (szám)
A 292 (kétszázkilencvenkettő) a 291 és 293 között található természetes szám.

## A matematikában
Érinthetetlen szám: nem áll elő pozitív egész számok valódiosztóösszeg-függvényeként.